# دوره بحرانی
دوره بحرانی یا دوره‌ی حساس (انگلیسی: Critical period) در روان‌شناسی تکوینی و زیست‌شناسی تکوینی، دوره بحرانی مرحله‌ای از بلوغ در طول عمر ارگانیسم است که طی آن سیستم عصبی به‌ویژه به محرک‌های محیطی خاص حساس است. اگر به دلایلی، ارگانیسم محرک مناسبی را در طول این «دوره بحرانی» برای یادگیری یک مهارت یا ویژگی خاص دریافت نکند، ممکن است توسعه برخی عملکردهای مرتبط بعداً در زندگی دشوار، در نهایت کمتر موفق یا حتی غیرممکن باشد.